# Austrian Women’s Hockey League
Die Austrian Women’s Hockey League (kurz AWHL, bis 2024 Dameneishockey-Bundesliga) ist in Österreich die höchste Spielklasse im Fraueneishockey und wird seit der Saison 1998/99 (damals mit 4 Teams) ausgetragen. Seit der Verzahnung der 2004 gegründeten Elite Women’s Hockey League in der Saison 2009/10 stellt sie de facto die zweite Leistungsebene unterhalb der international ausgetragenen EWHL dar. Der Staatsmeistertitel wird jedoch nicht in der EWHL ausgespielt, sondern in einem eigenen Turnier entschieden, an dem die bestplatzierten österreichischen Teams der EWHL und – von Saison zu Saison wechselnd – einige Vertreter der DEBL teilnehmen.
Anders als bis 2006 in Deutschland, wird die DEBL seit ihrer Gründung eingleisig gespielt. Dabei nahmen jedes Jahr zwischen vier und acht Mannschaften an der Liga teil, wobei in der Saison 2008/09 ähnlich wie in der Erste Bank Eishockey Liga bei den Herren mit dem HK Triglav erstmals ein ausländisches Team im Teilnehmerfeld aufschien.

## Modus ab 2009/10

Logo der Dameneishockey-Bundesliga

Bis zur Saison 2008/2009 war die DEBL eine in sich abgeschlossene Meisterschaft, die jedoch mangels Bedeutung des ausgespielten Titels keine allzu große Bedeutung hatte. Dies änderte sich mit der Spielzeit 2009/10. Mit neun Mannschaften nehmen so viele Mannschaften wie nie zuvor an der Liga teil. Nach dem Ende des Grunddurchgangs in DEBL und EWHL (sechs Mannschaften, davon zwei aus Österreich) spielen die beiden EWHL-Teilnehmer und die vier bestplatzierten österreichischen Teams der DEBL in einer Platzierungsrunde in zwei Gruppen das Seeding für die Playoffs aus. In diesen wurde anschließend der österreichische Meister ermittelt. Damit sollte einerseits die DEBL aufgewertet und andererseits eine stärkere Bindung zwischen den beiden Damenligen erzielt werden.

## Umbenennung in AWHL
Zur Saison 2024/25 wurde die DEBL in Austrian Women’s Hockey League (AWHL) umbenannt und mit win2day ein neuer Ligasponsor gewonnen, die auch die ICE Hockey League sponsort. Die Verzahnung mit der EWHL bleibt bestehen, wobei die Partien der AWHL-Teilnehmer auch für die EWHL gelten.

## Medaillenspiegel
| Jahr      |                            |                                     |                           |
| 1998/99   | Gipsy Girls Villach        | Vienna Flyers                       | DEHC Red Angels Innsbruck |
| 1999/2000 | Gipsy Girls Villach        | EHV Sabres Wien                     | nicht ausgespielt         |
| 2000/01   | Vienna Flyers              | EHV Sabres Wien                     | nicht ausgespielt         |
| 2001/02   | EHV Sabres Wien            | Vienna Flyers                       | nicht ausgespielt         |
| 2002/03   | EHV Sabres Wien            | EC The Ravens Salzburg              | DEC Dragons Klagenfurt    |
| 2003/04   | EHV Sabres Wien            | EC The Ravens Salzburg              | DEC Dragons Klagenfurt    |
| 2004/05   | EHV Sabres Wien            | EC The Ravens Salzburg              | DEC Dragons Klagenfurt    |
| 2005/06   | DEHC Red Angels Innsbruck  | Gipsy Girls Villach                 | 1. DEC Devils Graz        |
| 2006/07   | Gipsy Girls Villach        | DEHC Red Angels Innsbruck           | 1. DEC Devils Graz        |
| 2007/08   | DEC Dragons Klagenfurt     | SPG Kitzbühel/Salzburg              | Gipsy Girls Villach       |
| 2008/09   | EC The Ravens Salzburg     | SG Sabres/Flyers United             | DEC Dragons Klagenfurt    |
| 2009/10   | SPG Kitzbühel/Salzburg     | HK Celje                            | HK Triglav Kranj          |
| 2010/11   | Neuberg Highlanders        | HK Triglav Kranj                    | EHV Sabres Wien II        |
| 2011/12   | Neuberg Highlanders        | EHV Sabres Wien II                  | HDK Maribor               |
| 2012/13   | Neuberg Highlanders        | HDK Maribor                         | KHL Grič Zagreb           |
| 2013/14   | KHL Grič Zagreb            | Gipsy Girls Villach                 | HK Triglav Kranj          |
| 2014/15   | EHV Sabres Wien II         | KHL Grič Zagreb                     | HDK Maribor               |
| 2015/16   | SpG HK Triglav/HK Olimpija | KMH Budapest II                     | SpG Kitzbühel/Kufstein    |
| 2016/17   | KMH Budapest II            | SpG Jr. Capitals Flyers/Highlanders | SpG Kitzbühel/Kufstein    |
| 2017/18   | Obuda Hockey Academy       | KMH Budapest II                     | SpG Kitzbühel/Kufstein    |
| 2018/19   | Ferencvárosi TC            | KMH Budapest II                     | SpG Kitzbühel/Kufstein    |
| 2019/20   | Neuberg Highlanders        | KMH Budapest II                     | –                         |
| 2020/21   | KMH Budapest II            | Neuberg Highlanders                 | 1. DEC Devils Graz        |